# William Douglas, 10. Earl of Angus

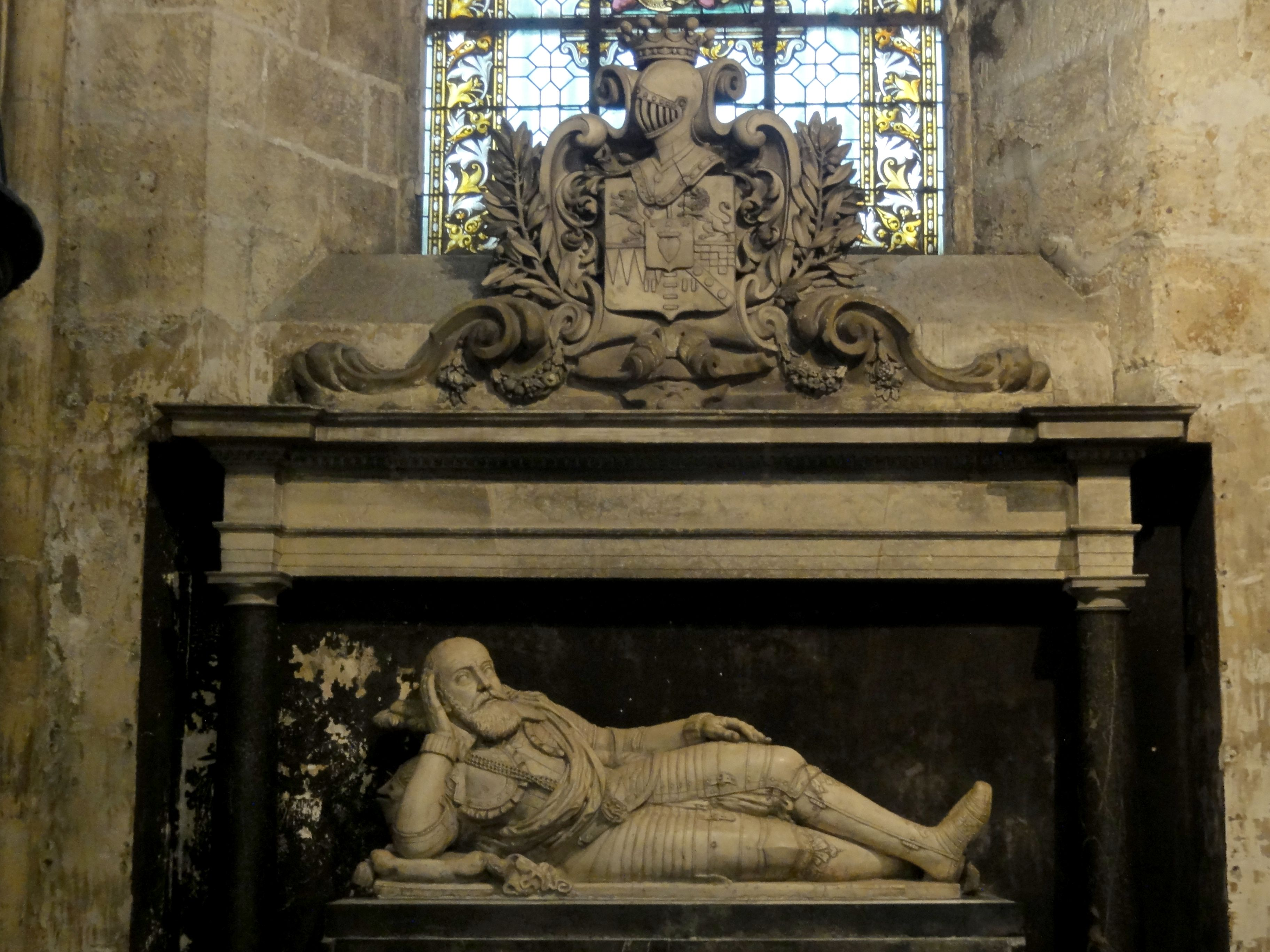
Grab von William Douglas, 10. Earl of Angus, Abtei Saint-Germain-des-Prés

William Douglas, 10. Earl of Angus (* um 1552; † 3. März 1611 in Paris) war ein schottischer Adliger.

## Leben
Er war der älteste Sohn des William Douglas, 9. Earl of Angus, aus dessen Ehe mit Egidia Graham, Tochter des Sir Robert Graham of Morphie.
Nachdem er die Universität St. Andrews besucht hatte, trat er 1575 in die Dienste des Regenten von Schottland, James Douglas, 4. Earl of Morton. 1577 unternahm er eine kurze Reise an den französischen Königshof und trat dort zum katholischen Glauben über, womit er den Unmut der protestantischen Regierung auf sich zog. Das schottische Privy Council forderte ihn mehrfach auf, das Schottland zu verlassen. Er blieb jedoch und erbte beim Tod seines Vaters 1591 dessen Ländereien und dessen Adelstitel als Earl of Angus.
1592 wurde er zum King's Lieutenant und Justice-General north of the Tay und bevollmächtigt, sich um die Beilegung des Konfliktes zwischen dem 5. Earl of Atholl und dem 6. Earl of Huntly, die seit der Ermordung des 2. Earl of Moray im offenen Krieg gegeneinander befanden. Angus war auf dieser Mission sehr erfolgreich erwirkte binnen eines Monats die Unterwerfung beider Earls und die Befriedung der gesamten Region.
1592 war er in die „Spanish Blanks“-Verschwörung verwickelt, in der die katholischen Peers versuchten, mit Hilfe des spanischen Königs Philipp II. Schottland gewaltsam zu rekatholisieren. Er wurde daraufhin in Edinburgh Castle inhaftiert, konnte mit Hilfe seiner Gattin jedoch entkommen und floh zusammen mit dem 6. Earl of Huntly und dem 9. Earl of Errol in den Norden Schottlands. Dort setzten letztere beide den Widerstand gegen den König fort und schlugen im September 1594 in der Schlacht im Glenlivet ein königliches Heer. Der Earl of Angus nahm indessen nicht am Konflikt teil. Nachdem seine Ländereien im Juni 1594 von der Krone eingezogen worden waren, musste er sich verstecken. 1595 begannen erste Verhandlung über seine Rehabilitierung. Im Mai 1597 wurde er schließlich wieder in die Church of Scotland aufgenommen und erhielt nach einem Beschluss des Parlaments im Dezember 1597 schließlich seine Titel und Besitzungen zurück.
1598 wurde er zum Royal Lieutenant of the Borders ernannt und führte damit das militärische Oberkommando über die gesamte Grenzregion zum Königreich England.
Ab 1602 wurde er erneut beschuldigt ein Katholik zu sein, woraufhin er schließlich im Winter 1608/09 nach Frankreich ausreiste und die Verwaltung seiner Ländereien seinem ältesten Sohn überließ. Ein Antrag auf Erlaubnis zur besuchsweisen Heimkehr nach Schottland wurde im Oktober 1609 abgelehnt. Er starb schließlich 1611 in Paris an einer Krankheit.

## Ehe und Nachkommen
Er heiratete 1585 Elizabeth, Tochter des Laurence Oliphant, 4. Lord Oliphant, mit der er sechs Kinder hatte:
- Lady Catherine Douglas († vor 1608);
- Lady Mary Douglas, ⚭ um 1620 Alexander Livingstone, 2. Earl of Linlithgow;
- Lady Elizabeth Douglas († vor 1640), ⚭ 1627 John Campbell of Cawdor;
- William Douglas, 1. Marquess of Douglas, 11. Earl of Angus (1589–1660);
- James Douglas, 1. Lord Mordington (1591–1656);
- Sir Francis Douglas of Sandilands.

Seinen Adelstitel erbte sein ältester Sohn William.